# فاطمة بابكر محمود
فاطمة بابكر محمود هي نسوية سودانية ولدت في الخرطوم.

## السيرة الذاتية
تخرجت من جامعة الخرطوم كلية الاقتصاد، نالت الدكتوراة من جامعة هال،
 كانت أطروحتها للدكتوراة (الرأسماليةالسودانية: طليعة التنمية؟) أساس عملها الأكثر استشهاداً، حيث تابعت التطور التاريخي للرأسمالية السودانية الحديثة وخلصت إلى أنه ليس لديها دور تقدمي في تنمية السودان.
أصبحت رئيسة مؤسسة لمنظمة تحرير المرأة الأفريقية (PAWLO) التي تأسست في أبريل 1994 حين انعقاد المؤتمر الإفريقي السابع في كمبالا يوغندا.
وقالت في كلمتها خلال المؤتمر الأول لمنظمة تحرير المرأة الأفريقية " للنساء الأفريقيات تاريخ مشترك وإطار مفاهيمي مشترك لفهم واقعنا من أجل تغييره وتحديد الأعداء والأصدقاء المشتركين داخل أفريقيا وخارجها. لدينا تحديات متماثلة نواجهها ومستقبل أفضل نتطلع إليه. والآن نحن في حاجة ماسة إلى منظمة نسائية أفريقية جديدة، تضم النساء الأفريقيات في القارة وخارجها، لعنونة هذه القواسم المشتركة"
كانت عضوة بالمجلس الإستشاري التحريري لمجلة الدراسات الجنسانية.

## كتابات
كتاب المرأة الأفريقية بين الإرث والحداثة (2002)
المرأة الأفريقية التحول والتنمية (1991)
الكارثة في السودان: الحكم المدني مقابل الحكم العسكري (1988)
كتاب الرأسمالية السودانية أطليعة للتنمية؟ (صدر عام 2006 عن معهد البديل الأفريقي -لندن)
كتاب الجنس والإنسانية واستغلال المرأة السودانية
كتاب تاريخ الحركات النسائية في السودان (صدر عن دار عزة عام 2008)
كتاب سلسلة قضايا الإسكان في السودان (2018)
المادة ترجمة واضافات على مادة مكتوبة باللغة الإنجليزية بعنوان Fatima babiker Mahmoud